# 담배 피는 해골
《담배 피는 해골》(네덜란드어: Kop van een skelet met brandende sigaret, 영어: Skull of a Skeleton with Burning Cigarette)은 빈센트 반 고흐가 1885년~1886년에 그린 그림이다. 현재 암스테르담 반 고흐 미술관의 영구 소장품으로 보관되고 있다. 이 그림은 반 고흐가 당시 보수적인 학술 관행에 대해 풍자하는 의미로 그린 것으로 보인다. 반 고흐는 당시 벨기에 앤트워프의 왕립 미술 아카데미에서 인체 해부학의 이해를 위한 골격 연구 수업을 들었는데, 후에 그는 그 수업이 지루했고 배운게 없었다고 말하기도 했다.
반 고흐는 앤트워프에서 살던 시절의 또 다른 작품인  《매달린 해골과 고양이》의 스케치에도 해골을 그렸다. 1887~1888년에 반 고흐는 두개골이 포함된 그림 두 점을 더 그렸는데, 이는 같은 시기의 그림 외에 두개골을 주제로 한 그의 유일한 다른 작품이다.

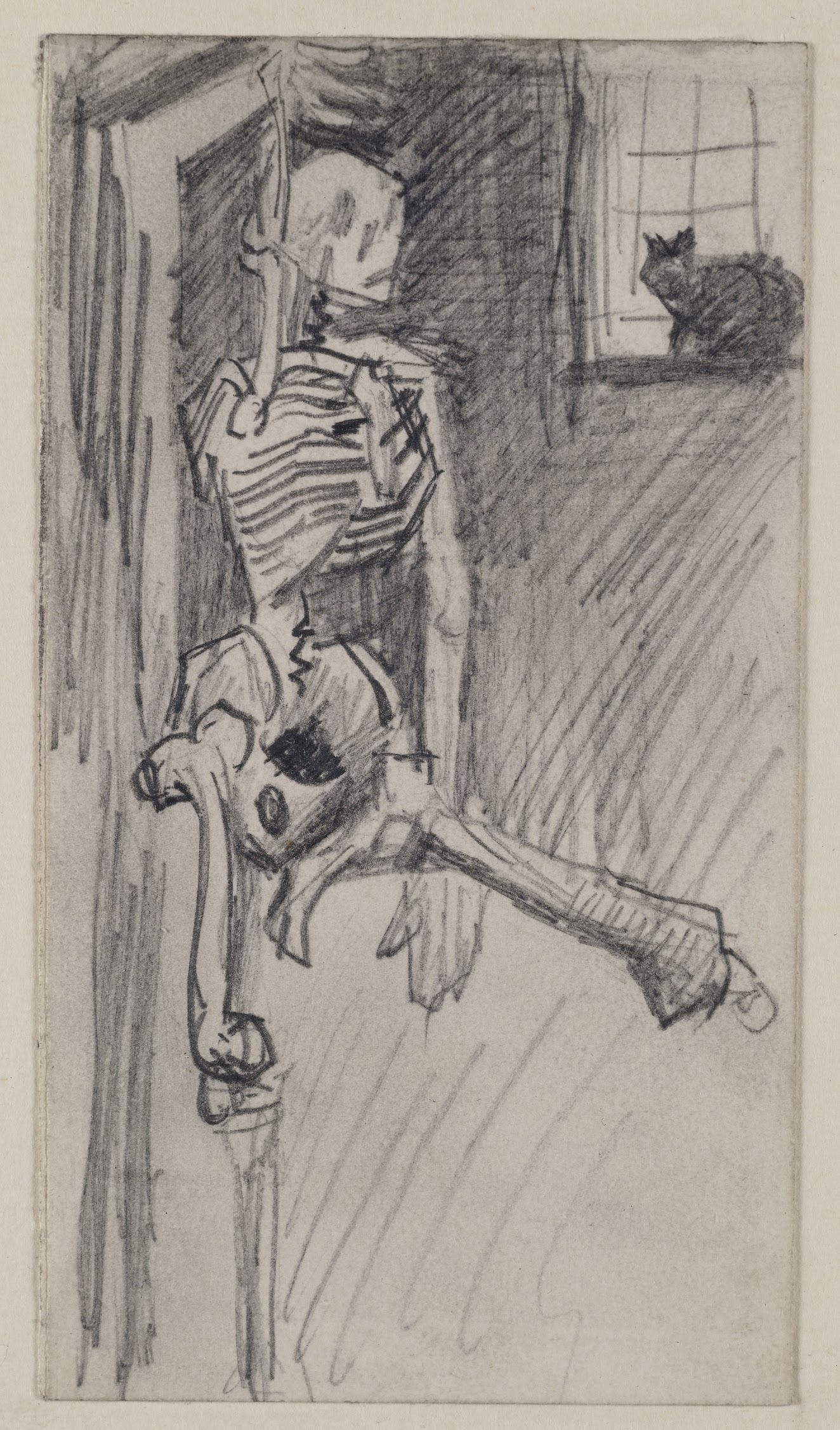
《매달린 해골과 고양이》 (1886년 3월~5월), F1361, JH998

작품의 크기는 32 cm × 24.5 cm이다. 반 고흐의 건강이 좋지 않았던 당시에 그렸던 작품은 바니타스화 또는 메멘토 모리로 여겨진다. 17세기 네덜란드 예술가 헤라클레스 세헤르스나 반 고흐와 동시대 벨기에 화가인 펠리시앙 롭스의 작품에 영향을 받았을 수도 있다. 반 고흐는 1890년에 그가 사망할 때까지 계속 담배를 피웠다.
이 그림은 반 고흐의 동생이자 미술상인 테오 반 고흐가 소장하고 있었으며 1891년 테오 반 고흐가 사망한 후에는 그의 아내인 요한나 반 고흐-봉허가 1925년 사망할 때까지 소장하고 있었다. 그 후엔 1962년 반 고흐 재단에 인수될 때까지 그의 아들 빈센트 빌렘 반 고흐(Vincent Willem van Gogh)가 소장하고 있었다. 이 작품은 1962년부터 1973년까지 암스테르담 시립 미술관에 대여되었으며, 1973년부터 암스테르담의 반 고흐 박물관에 영구 소장되어있다.

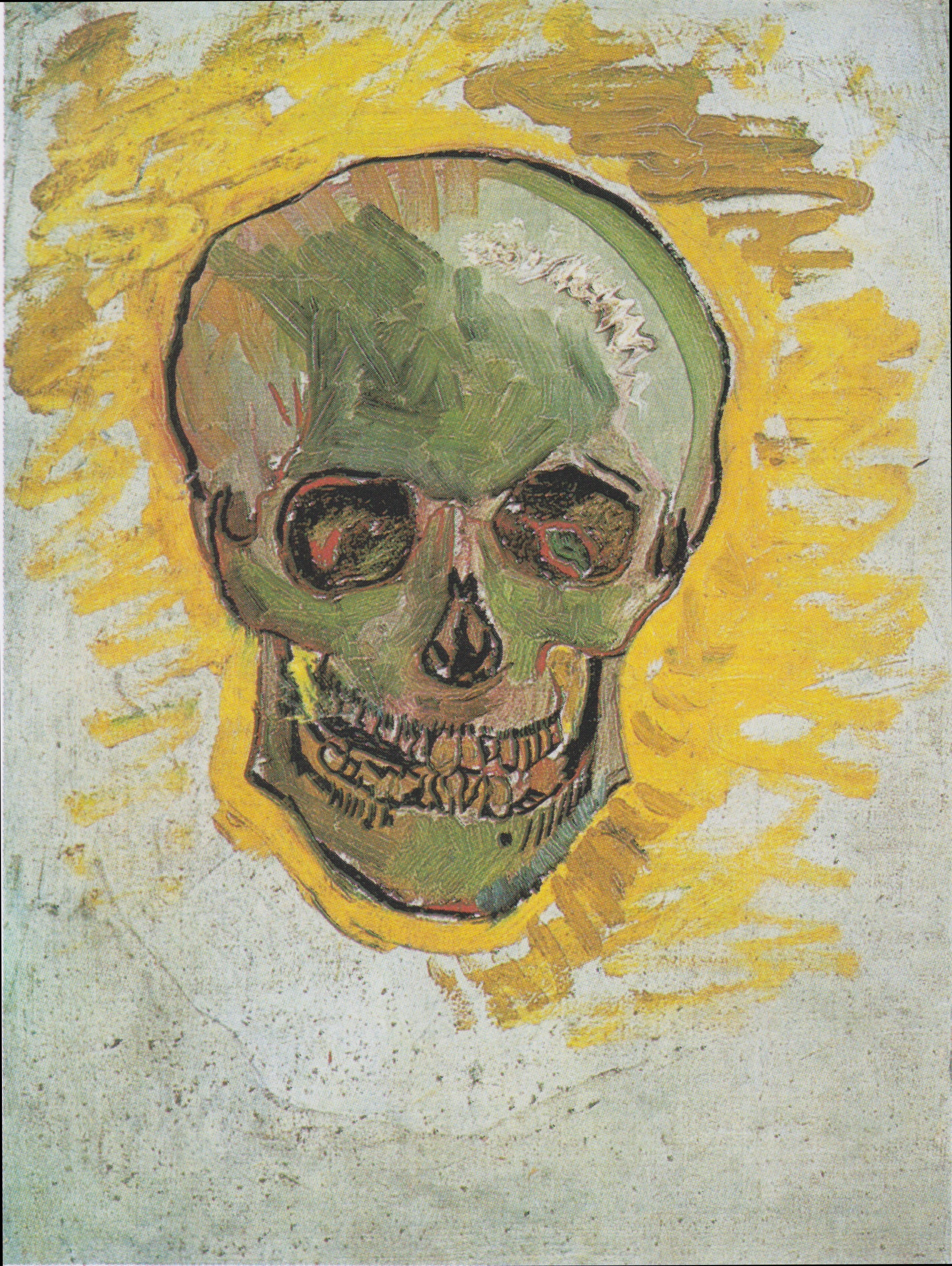
《해골》 (1887/1888); F297a, JH1347

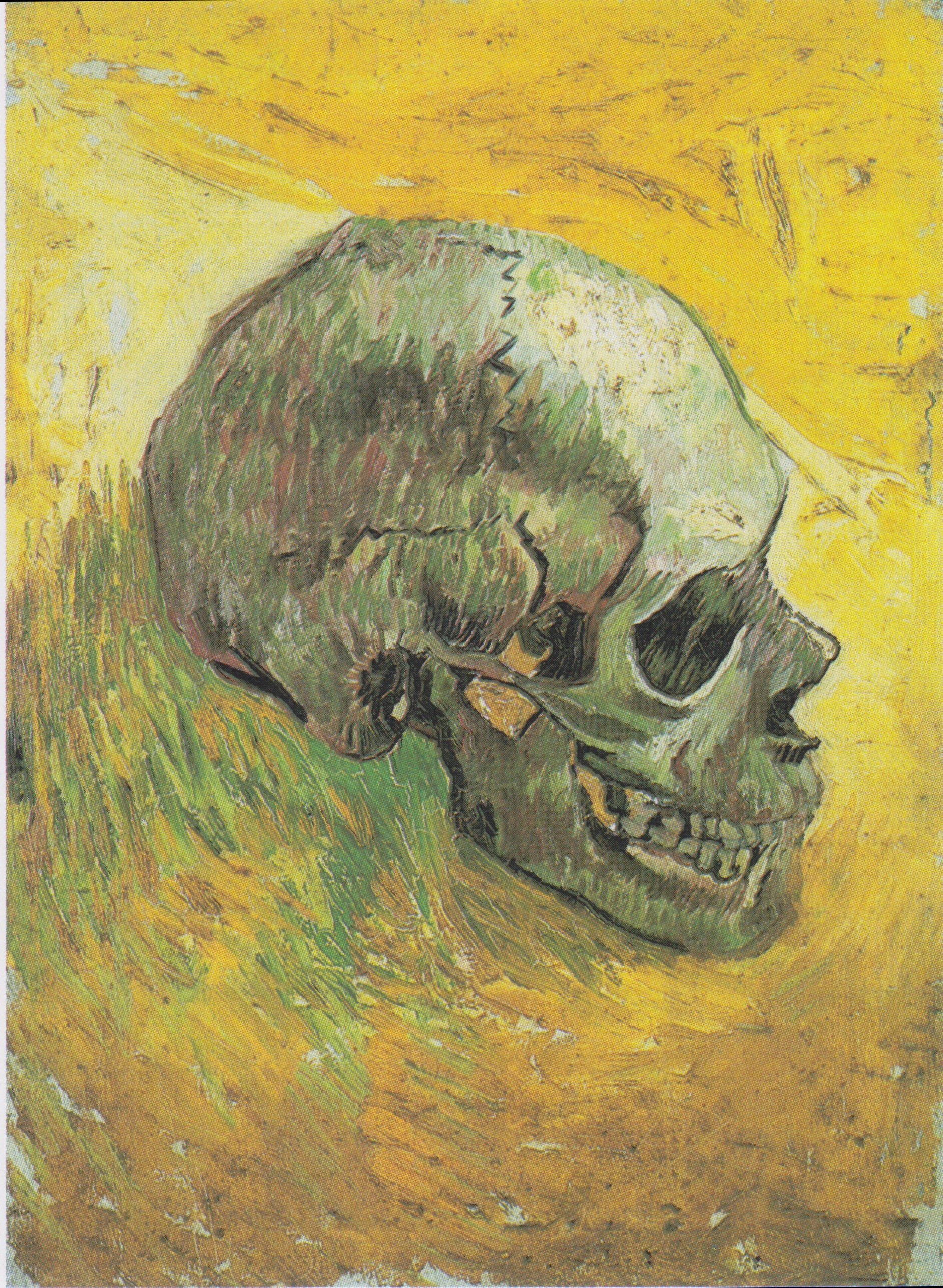
《해골》 (1887/1888); F297, JH1346